# Лычково (Новгородская область)
Лычко́во — село в Демянском муниципальном районе Новгородской области. Административный центр Лычковского сельского поселения.

## География
Расположено на реке Полометь в 41 км к северу от районного центра — пгт Демянск. Железнодорожная станция Октябрьской железной дороги на линии Бологое-Московское — Валдай — Старая Русса — Дно-1. Статус рабочего посёлка (пгт) изменён на сельский (село) с 1999 года.

## История
Основание
До присоединения Новгородской боярской республики к Московской Руси и передела многих земель, деревня Лычково была вотчиной Церкви Святого Семёна в Удрицах.
В 1495 мелкая деревня Лычково (2 двора, 2 обжи) находилась в Семёновском погосте Деревской пятины Новгородской земли,
была за великим князем Иваном III.
Построена станция в 1894—1897 годах в 102 километрах от Бологое при строительстве железной дороги на Старую Руссу. Была расположена в версте от одноимённой деревни, а в двух верстах была расположена водокачка Лычково.
Проложенный тогда же от водокачки до станции чугунный водопровод действует до сих пор и снабжает водой жителей Лычково.
Райцентр
С образованием в РСФСР Ленинградской области в 1927 году село Лычково — районный центр Луженского района Новгородского округа, а постановлением Президиума ВЦИК от 10 декабря 1928 года район был переименован в Лычковский район. С 1 января 1932 года в состав района передана территория упразднённого Польского района. Указом Президиум Президиума Верховного Совета РСФСР от
3 августа 1939 года из территории района был выделен Полавский район. С 5 июля 1944 года была образована самостоятельная Новгородская область и район вошёл в её состав.
С 1962 года — Лычково рабочий посёлок (пгт).
В 1963 году район был упразднён и его территория вошла в Демянский сельский район, а рабочий посёлок Лычково в
Крестецкий промышленный район. Указом Президиума ВС РСФСР от 12 января 1965 года были упразднены промышленные районы. Поселковый совет в Лычково стал административно подчинён Демянскому району.
Великая Отечественная война

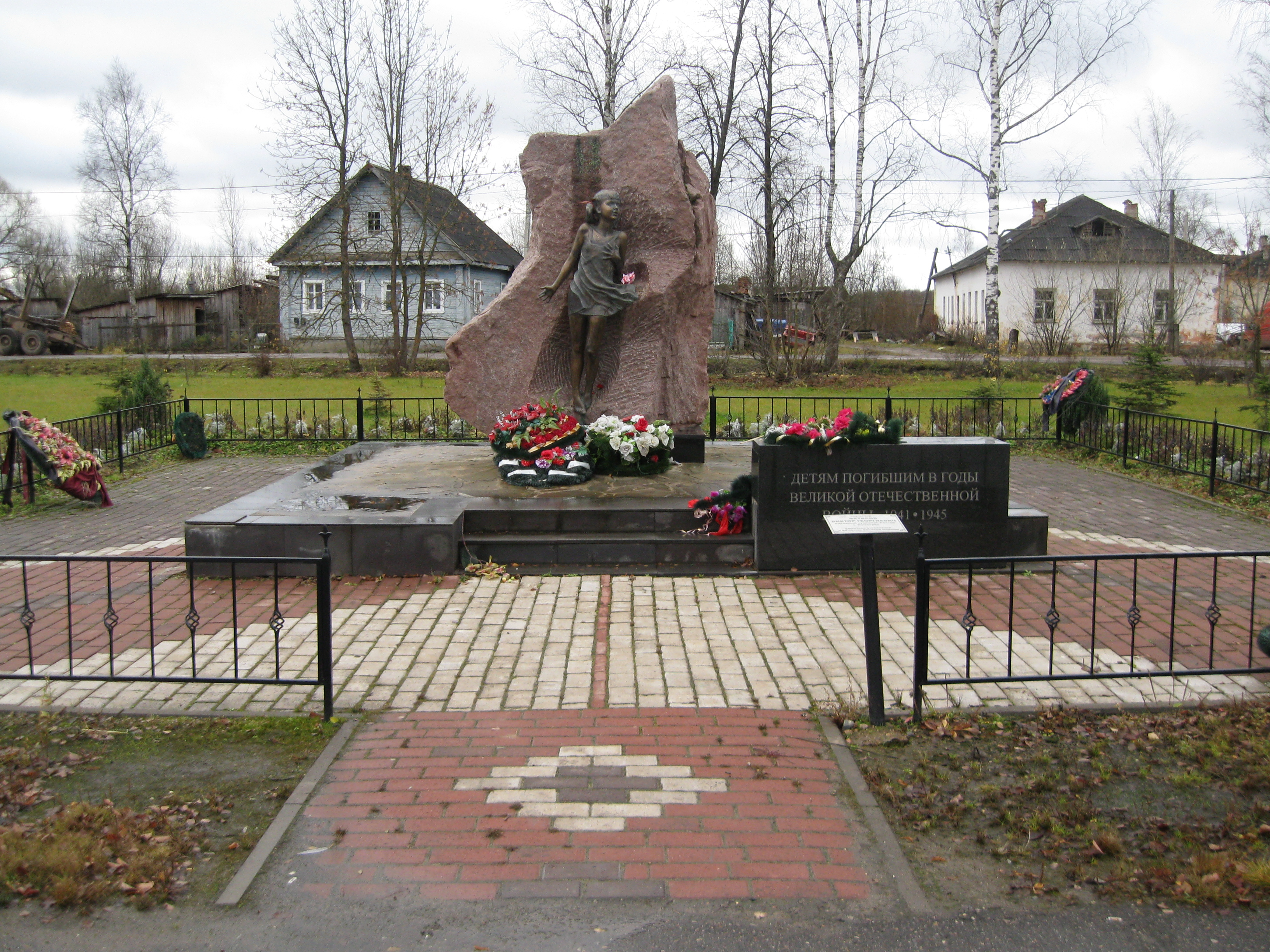
Памятник «Дети войны» — детям, погибшим на станции Лычково во время Великой Отечественной войны 18 июля 1941 года в ходе бомбардировки фашистской авиацией, открытый 4 мая 2005 года

Станция Лычково в первые месяцы войны стала одной из важнейших в части эвакуации мирного населения Ленинграда на восток, в тыл. 18 июля 1941 года здесь случилась большая трагедия, на станции были разбомблены немецкой авиацией 12 вагонов с детьми. 4 мая 2005 года в селе на братской могиле был открыт мемориал «Дети войны», а в 2006 году установлена стела.
В сентябре 1941 года немецко-фашистские войска, прорвав оборону юго-восточнее озера Ильмень, заняли силами 16 немецкой армии район Залучье — Лычково — Демянск и далее на восток до берегов озёр Вельё и Селигер. Но в уже январе 1942 года 16 немецкая армия численностью 100 тысяч человек в районе Демянск — Лычково была окружена — см. Демянский котёл, а 1943 году войска Северо-Западного фронта за 8 дней боёв, освободили 302 населённых пункта, в том числе районный центр Лычково.

## Население
| 1959 | 1970  | 1979  | 1989  | 2010  |
| ---- | ----- | ----- | ----- | ----- |
| 3070 | ↘2987 | ↘2519 | ↘2357 | ↘1578 |

Гендерный состав
| Население | по Всесоюзной переписи населения 1959 года | по Всесоюзной переписи населения 1989 года |
| --------- | ------------------------------------------ | ------------------------------------------ |
| Всего     | 3070 чел.                                  | 2357 чел.                                  |
| мужчин    | 1361 чел.                                  | 1046 чел.                                  |
| женщин    | 1709 чел.                                  | 1311 чел.                                  |

## Образование
Детские сады № 7 «Семицветик» и № 8 «Светлячок», средняя школа им. Героя Советского Союза И. В. Стружкина, колледж сервиса и управления"

## Здравоохранение
- Центр общей (семейной) врачебной практики (амбулаторный приём больных, дневной стационар на 5 коек, прививочный кабинет, стоматологический приём)
- Центральная районная больница с отделением скорой помощи (оказание круглосуточной медицинской помощи населению)

## Экономика
- пищевой комбинат (приёмка пищевого сырья от населения)
- ЗАО ДЕМЯНСКАЯ ЛЕСОТОРГОВАЯ КОМПАНИЯ (пиломатериалы, архитектурный погонаж)
- ОАО «Лычковское хлебоприёмное предприятие» (хлеб и кондитерские мучные изделия)

В Лычково были предприятия:
- Льнообрабатывающий завод
- мебельная фабрика
- инкубаторно-птицеводческая станция

## Транспорт

### Железнодорожное сообщение

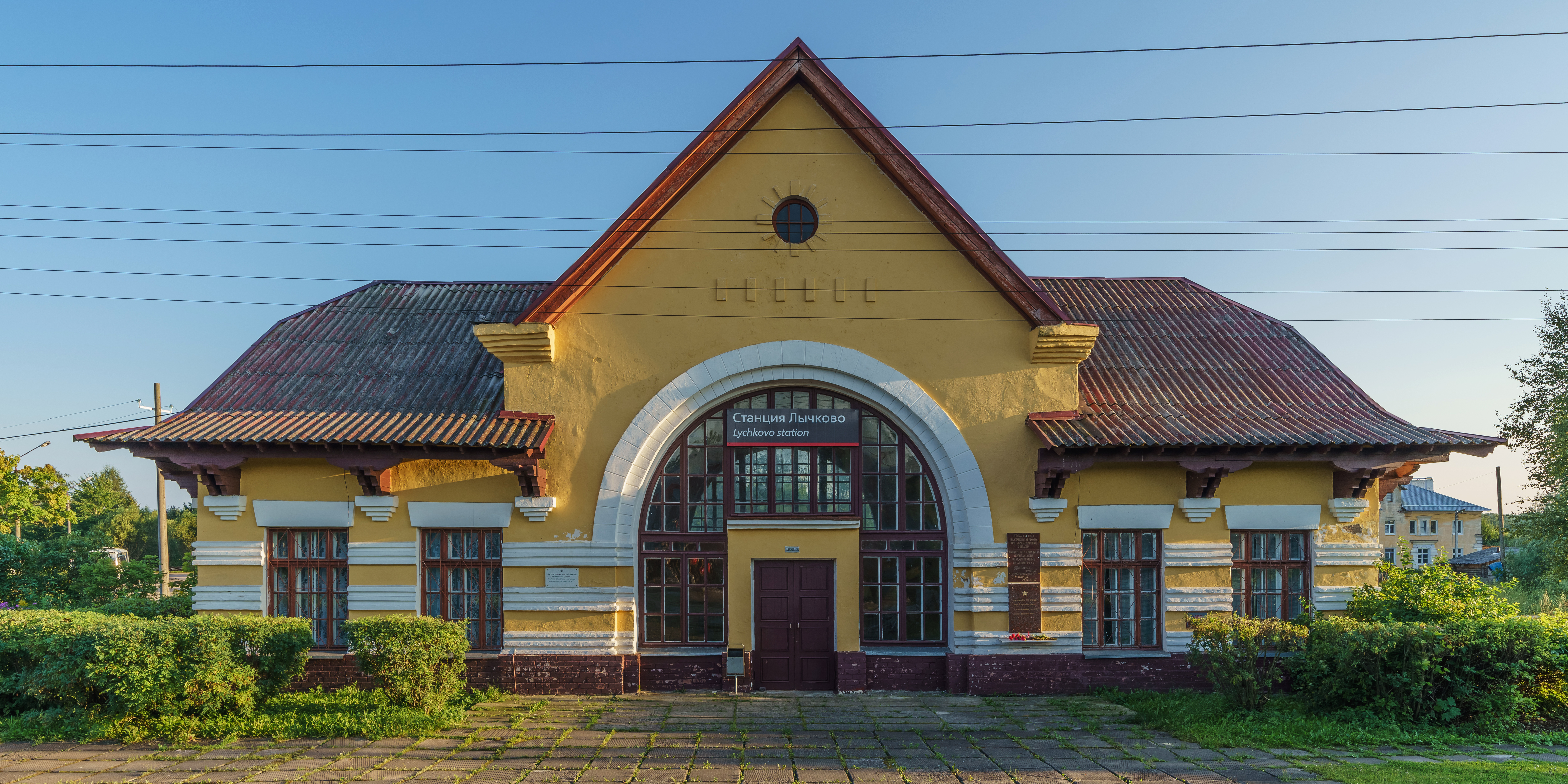
Станция Лычково

- Со станции доступно беспересадочное сообщение с Москвой (438 км) и Псковом (249 км, скорый поезд 010 «Псков»).
- Пригородные поезда до станций Бологое-Московское, Валдай, Дно-1

### Автомобильное сообщение
Через село проходит автодорога областного значения Р49(Красея — Лычково) соединяющая Лычково с автодорогой Р48 (Яжелбицы — Демянск — Старая Русса — Сольцы)
С автостанции имеются автобусные маршруты соединяющие Лычково
1. c Великим Новгородом (№ 294, через Крестцы)
2. c Демянском (на Кневицы через Лычково)

## Связь
Мобильная связь в посёлке предоставляется четырьмя операторами связи: «МТС», «Мегафон», «Би Лайн», «TELE2».

## Телевидение и радио
В 2014 году в селе построен телевизионный передающий центр РТРС, который осуществляет вещание 1 мультиплекса цифрового эфирного телевидения.

## Культура
- В селе имеется дом культуры — «МУ культуры „Лычковский сельский Дом культуры“»
- Муниципальное учреждение «Демянская ЦБС», филиал № 15 с. Лычково (библиотека)

## Религия
Существует построенный уже в XXI веке православный храм во имя святителя Николая и при нём организация «Прихода во имя святителя Николая».

## Туризм
В Лычково, как правило, начинают свои маршруты любители водного туризма по реке Полометь. Уникальное расположение — на подошве Валдайской возвышенности — открывает для туристов многие дары природы: в реке Полометь — хорошая рыбалка, в окружающих лесах и находящихся поблизости моховых болотах в достатке разнообразной дичи, грибов и ягод.